# チョークス・オーシャン・エアウェイズ
チョークス・オーシャン・エアウェイズは、1917年から2007年までアメリカに存在した航空会社。2007年の運航停止当時は現存する世界最古の航空会社であった。世界でも珍しい飛行艇による定期便を運航していたことで知られる。

## 歴史

### 創設期
第一次世界大戦中アメリカ陸軍航空部で勤務していたアーサー・パピー・チョークが除隊後の1917年に設立したチャーター航空会社、レッド・アロー・フライング・サービスを前身とし、1919年にチョークス・フライング・サービスに改称、マイアミのビスケーン湾からバハマ諸島のビミニを結ぶ定期便の運航を開始した。
1926年、ワトソン島にマイアミ飛行艇発着場を開業し、それまでのビスケーン湾から本拠地を移転。2001年まで同地に置くこととなった。
禁酒法が施行された1920年から1933年の間は、バハマで醸造された酒をアメリカに密輸するための手段として重宝されていた。
第二次世界大戦中、チョークスは3年間ほど運航停止に陥ったが、戦後運航を再開する。
1966年にチョークは経営権を友人の手に譲ったが、その後1975年まで引き続き経営に参画した。1977年、チョークは88歳で他界した。
1970年代に入り、フレークス・アビエーションの手で保有するグラマン マラードのエンジンをターボプロップ化する工事がすすめられ、8機が1985年までにプラット・アンド・ホイットニー R-1340からプラット・アンド・ホイットニー・カナダ PT6に換装された。同時により大型のグラマン アルバトロスも導入された。
チョークスは主に、ビミニ島からマイアミに向かう買物客と、マイアミからパラダイス等へ向かう観光客の利用が多かった。

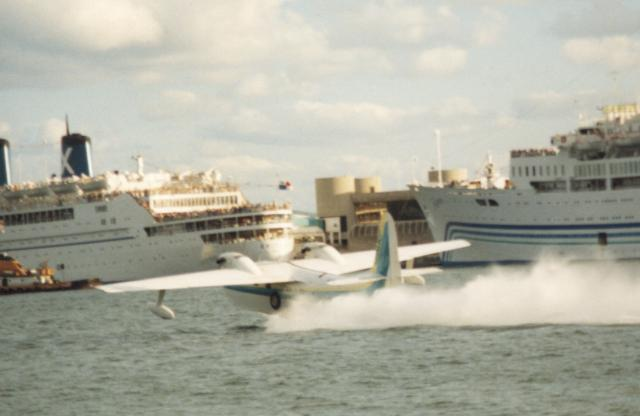
マイアミ港を離陸するチョークス・オーシャン・エアウェイズのグラマンG-111Tターボマラード。1989年

### 相次ぐ経営母体の流転
1974年、バハマの首都ナッソーの北に浮かぶパラダイス島でリゾートホテルを展開していたリゾーツ・インターナショナル・ホールディングスの傘下に入り、パラダイス島への輸送手段としてリゾート客の重要な足として利用されたが、夜間の発着ができなかったことが災いし、1989年に同社がSTOL機に対応する滑走路を建設してパラダイス・アイランド・エアラインズを立ち上げ、飛行艇が不要になったことでリゾーツ社の手を離れ、投資会社ユナイテッド・キャピタル(ユナイテッド航空とは無関係)に売却された。
ユナイテッド・キャピタル傘下に入り、新たにキーウェストとナッソーへの路線が開設され、機材も増やすなど、拡大路線がすすめられたが、経営状態は芳しくなく、結局1996年には再び別の投資家グループに売却され、社名もパンナム・エアブリッジに変更された。
1998年、テキサス州の航空機リース会社エア・アラスカがパンナム・エアブリッジの株式の7割を取得し、同社の子会社となったが、エア・アラスカは1年足らずで破産し、そのあおりを受けてパンナム・エアブリッジも1999年1月11日に連邦破産法第11章を申請し、経営破綻した。
イースタン航空で機長として勤務したことのあるビジネスマン、ジェームズ・コンファローンが92万5000ドルで買い取ったのを機に再建計画が進められ、いったんは保有機材2機、従業員わずか35人まで大幅に規模を縮小するも、その後グラマン マラードを5機購入し、さらにグラマンG-111Tターボ・アルバトロスを14機購入する契約を交わして再び規模拡大を図った。
1999年12月17日、社名をチョークス・オーシャン・エアウェイズに変更した。
2001年8月には横浜国際航空の設立準備にあたって機材と運航ノウハウを提供する契約を交わしたが、結局横浜国際航空側の計画の不備により就航ともども実現しなかった。

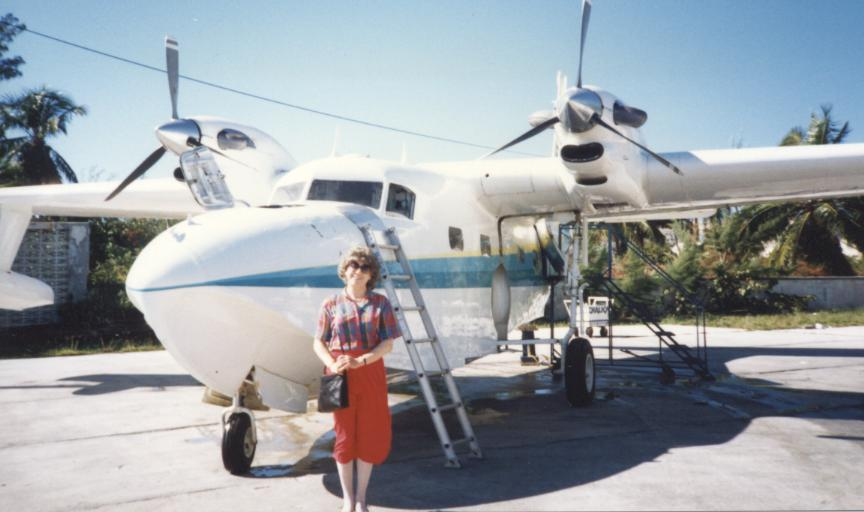
1989年11月、ビミニ飛行艇発着場で駐機されているチョークスのターボマラード。チョークス・オーシャン・エアウェイズ101便墜落事故の当該機。

### アメリカ同時多発テロの影響と事故
こうして一度は再建に向かったチョークスだが、2001年9月11日にアメリカ同時多発テロが発生した際、拠点を置いていたマイアミ飛行艇発着場の警備が不十分だったこと、さらに発着場の所在するワトソン島におけるヘリコプターの運用増加により、マイアミ飛行艇発着場からの撤退、および同社がすでに整備拠点を置いていたフォートローダーデール・ハリウッド国際空港へのハブ機能移転を余儀なくされた。
さらに追い打ちをかけるように2005年チョークス・オーシャン・エアウェイズ101便墜落事故が発生した。事故の原因はNTSBの捜査により当該機のグラマン マラードの老朽化による金属疲労が引き起こした右主翼桁の付け根付近の断裂とされたが、そもそもこの機材の亀裂は相当前より確認されていることであり、金属疲労箇所が密封材に覆い隠されていたことで発見を困難にさせたこと、および不適切な修理が問題となった。
この事故で保有する飛行艇の運航が不可能となったため、捜査期間中の8か月間運航停止に追いやられた。

### 終焉
運航再開となったものの、それまで運航していた飛行艇が使用できなくなったことでビッグスカイ航空からビーチクラフト1900をリースしてもらうこととなり、さらに101便の事故がきっかけでバハマの耐空証明が取り消されたことにより、従来運航していたバハマへの路線が運航できなくなったため、キーウェストおよびセントピーターズバーグへの路線を開設し、社名もチョークス・インターナショナル・エアラインズに変更し、イメージを一新することとなった。2007年にはバハマへの路線を復活し、新たにパームビーチ国際空港への路線が開設された。
しかし、101便の事故の影響は大きく、もはやかつての勢いは取り戻せず、パームビーチへの新規路線も8月で14人しか搭乗しないなど乗客離れが続き、経営は悪化する一方だった。
2007年9月3日、すべての運航を停止し、101便の事故の最終報告書が発表されると、運輸省は9月30日、チョークスの運航免許を取り消し、これをもってついに1917年の設立以来90年におよぶ歴史に幕を下ろすこととなった。
なお、米国民間連邦航空規則121条の運航条件は運航停止後も満たしていたので、60席級のリージョナルジェットの運航を模索したが、実現することはなかった。

## 世界最古の航空会社
チョークス・オーシャン・エアウェイズは1917年に設立され、1919年の運航開始以来90年にわたり運航を継続してきたことで「現存する世界最古の航空会社」と称していたものの、実際には第二次世界大戦中の3年間、1992年のハリケーン・アンドリュー、および前述の2005年の事故による8か月間の運航停止期間が存在した。
同社が運航停止となった現在、やや遅れて1919年10月に設立され、1920年に運航開始したKLMオランダ航空が名実ともに世界最古の航空会社となっている。

## 保有機材
- グラマン マラード
- グラマン アルバトロス
- サーブ 340A - ビミニアイランド航空（英語版）からのリース機
- ビーチクラフト1900 - ビッグスカイ航空からのリース機

## チョークス・オーシャン・エアウェイズが登場する作品
テレビドラマ
- 『 特捜刑事マイアミ・バイス 』
1980年代に大ヒットしたマイアミを舞台とする犯罪ドラマ。オープニング映像、およびシーズン4の第14話「冷血の殺人兵器密輸機関を叩け」でチョークスが保有するグラマン マラード(登録記号N2969)が登場した。なお、本機体はのちの2005年に前述の101便の事故の当該機となった。

映画
- 『羊たちの沈黙』
ボルティモア州立精神病院の医師であるフレデリック・チルトンがレクター博士の待つビミニ島に上陸するシーンに同社の機材が登場している。
- 『ダイヤモンド・イン・パラダイス』
ピアース・ブロスナン演じるマックス・バデットとサルマ・ハエック演じるローラ・シリロが抱き合うシーンに同社の機材が登場している。

音楽(PV)
- 『ケアレス・ウィスパー』
同社のグラマン マラード(登録記号N2974)がPVに登場している。

## ノート
1. ↑  横浜国際航空は就航にあたって東京都、小笠原村、運輸省（現・国土交通省）との協議は行わないまま計画を進めたことで小笠原村から就航に関して否定的な意見が出され、さらに保有機のグラマンG-111Tターボ・アルバトロスは日本国内での運用、および生産終了して久しく、運輸省の型式証明の取得が困難だった。